# Periodización
Se conoce como periodización al campo de las ciencias sociales que trata de dividir la historia u otro campo del conocimiento (la ciencia, la literatura, el arte) en períodos o etapas específicas (épocas) que posean unos rasgos comunes entre sí, lo suficientemente importantes como para hacerlos cualitativamente distintos a otros períodos, con el objetivo de entender y analizar de manera más clara las transformaciones que han tenido lugar a lo largo del tiempo.
Es una herramienta fundamental, ya que permite organizar el pasado y facilita el estudio de los cambios y continuidades en las distintas áreas de la vida humana, como la política, la economía, la cultura y la tecnología.
En historia, la periodización más amplia de períodos son denominados edades, mientras que los denominados época designan divisiones más breves o locales. En el campo de la historia natural o geología se utiliza la expresión eras (eras geológicas), aunque también se habla de era como período histórico en el campo de la cronología. Cada una de ellas da origen a distintos calendarios; término que se aplica también a periodos dominados por un personaje histórico, un hecho o un proceso que se considera fundamental. Época geológica es una subdivisión de la era geológica. La Escala temporal geológica se divide en orden descendente de jerarquía de la siguiente manera: eón, era, período, época y edad.

## La periodización en la Historia
No hay un acuerdo universal sobre la periodización en Historia, aunque sí un consenso académico sobre los periodos de la Historia de la Civilización Occidental, basado en los términos aportados por Cristóbal Celarius (Edades Antigua, Media y Moderna), que pone al mundo clásico y su renacimiento como los hechos determinantes para la división. La acusación de eurocentrismo que se hace a tal periodización no debe impedir conocerla, por ser la más utilizada.

En el siglo XVI los historiadores de la literatura y los filólogos, estudiando el latín señalaron tres fases en su gradual evolución: la "alta edad" o "superior" que llegaba hasta Constantino, etapa del latín clásico; la "edad media" de la lengua, que alcanzaba desde Constantino a Carlomagno (siglos IV al IX), y la "edad ínfima" iniciada en el 842 con el primer texto en romance, Los Juramentos de Estrasburgo, Por eso precisamente Ch. D. Du Cange tituló su famoso diccionario Glossarium ad scriptores mediae et infimae latinitatis (París, 1678). La primera ocasión en que se designa el término "Edad media" con sentido histórico parece haber sido en 1639, por el liejense Rasuin en su Laodium. La expresión pasaría desde ese mismo siglo XVII a designar el período de transición entre la antigüedad clásica y el renacer de su cultura experimentada en la Edad Nueva que habita tomado cuerpo a lo largo del siglo XV. Y, en consecuencia, su uso tendía a menospreciar los valores de dicha edad intermedia como un puente o una noche de “mil años”. Los pedagogos fueron los responsables de que este nuevo concepto de la Edad Media adquiriera carta de naturaleza en los manuales o síntesis de historia. Un profesor de fines del siglo XVII, Cristóbal Séller (1634-1707) o Celarius –como gustaba llamarse latinizando su nombre a la manera humanista- introdujo la modalidad en uno de los manuales escolares de Historia Antigua editado en 1685, y la claridad que implicaba para la explicación histórica le indujo a repetirla en otro, titulado Historia Medii Aevi a temporibus Constanini Magni ad Constaninopolim a Turcis captam deducta (Jena, 1688). Otro profesor, Loescher, la repitió en un manual alemán: Geschicchte der Mittleren Zeiten (1725), y no tardó en generalizarse el nuevo concepto, porque resultaba cómoda esa división de la Historia.
Manuel Riu (1978)

El problema de cualquier periodización surge en hacerla válida para un ámbito espacial amplio, lo que resulta difícil cuando los fenómenos que originan el comienzo de un periodo en un lugar (habitualmente en Asia o África) tardan en difundirse o surgir en otros lugares más o menos próximos y conectados (Europa Occidental para los europeos occidentales, Mesoamérica para los mesoamericanos, etc.) o lejanos y desconectados (Eufrasia de América). Por ello surgen términos intermedios y de transición o superpuestos.

### La periodización tradicional o historicista[4]
- Prehistoria. Desde la aparición del ser humano (fecha incierta) hasta la de la escritura.
  - Edad de Piedra
    - Paleolítico (Etimológicamente Antigua Edad de Piedra por la piedra tallada)
      - Paleolítico inferior. Primeros modos de tallado de instrumentos.
      - Paleolítico medio. Ligado a cambios en la cultura material y al Hombre de Neanderthal. Desde hace 125.000 años hasta hace 35.000 años aprox.
      - Paleolítico superior. Ligado a la cultura material que se suele asociar al Homo sapiens. Desde hace 35.000 años hasta hace 10 000 años aprox.

    - Mesolítico/Epipaleolítico/Subneolítico Periodo de transición, ligado a los cambios que produjo el fin de la última glaciación. Desde el 10.000 a. C., hasta el VIII milenio en prox. Oriente y el 5.500 en Europa Occidental.
      - Epipaleolítico sería el adecuado para los grupos que mantuvieron las estrategias paleolíticas pero especializándose.
      - Mesolítico se adjudicaría a aquellos que inicialmente optaron por tal vía pero luego fueron entrando en una dinámica de producción alimentaria.
      - Subneolítico se aplicaría a las comunidades vecinas de sociedades neolitizadas que fueron asumiendo poco a poco esas técnicas por aculturación.

    - Neolítico (Etimológicamente Nueva Edad de Piedra por la piedra pulimentada). Ligado a la aparición de la agricultura, aldeas, y la cerámica. VIII milenio a.c. en Oriente Próximo (En España VI milenio a.c.).

  - Edad de los Metales
    - Edad del Cobre III milenio a. C. aprox. en Europa Occidental. La formación de las sociedades complejas.
    - Edad del Bronce II milenio a. C. aprox. en Europa Occidental.
    - Edad del Hierro I milenio a. C. aprox. en Europa Occidental. Hasta la romanización.
- Historia. Desarrollo de la escritura como consecuencia de la aparición de los primeros estados. IV milenio a. C. en Sumeria.
  - Protohistoria. Período de solapamiento: mientras surgen las civilizaciones prístinas de Mesopotamia, China e India en Asia; Egipto en África y las culturas Olmeca y Caral en América, éstas dejan constancia escrita de otros pueblos los cuales no han desarrollado la escritura. En la península ibérica, coincide con las colonizaciones orientales fenicio-púnica y griega y la conquista romana, cuyos autores registraron la actividad de los pueblos indígenas.
  - Edad Antigua
    - Primeros estados de Oriente próximo: Sumeria, Acad, Babilonia y Asiria.
    - Antigüedad clásica Civilizaciones griega y romana. Cuentan sus eras desde la primera olimpiada o la fundación de Roma. siglo VIII a. C. No hay que confundir con el periodo clásico del arte griego (siglos V y IV a. C.).
    - Antigüedad tardía Período de transición, desde la crisis del siglo III hasta Carlomagno o la llegada del Islam a Europa (siglo VIII).

  - Edad Media Desde la caída del Imperio romano de Occidente (siglo V) hasta la caída del Imperio romano de Oriente (siglo XV)
    - Alta Edad Media siglos V al X.
    - Plena Edad Media siglos XI al XIII
    - Baja Edad Media siglos XIV y XV

  - Edad Moderna. Siglos XV al XVIII (o hasta la actualidad según la periodización tradicional). Se toma como comienzo la Imprenta, la toma de Constantinopla por los turcos o la Conquista de América; como final, la Revolución francesa, la Independencia de los Estados Unidos de América o la Revolución industrial.
  - Edad Contemporánea. Hasta el presente (usado en la historiografía franco-ibéro-italiana).

### Las primeras periodizaciones

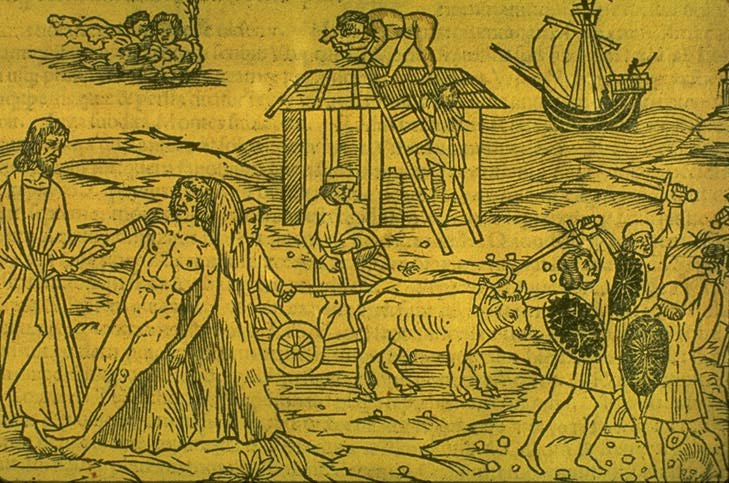
Las Cuatro Edades de la Humanidad. Grabado de Regius para Las metamorfosis de Ovidio, Libro I, 89-150.

La característica de las civilizaciones occidentales es su preocupación por la memoria histórica o la consideración del pasado y la periodización es un elemento importante en la fijación de esa memoria. En la mayor parte de las cosmologías, el origen de los tiempos se vincula a hechos sobrenaturales con intervención de dioses y héroes. En la tradición occidental, estos mitos son los de la Antigüedad clásica grecorromana y los hebreos, en la parte de la Biblia denominada Antiguo Testamento: sobre todo el Génesis, el Éxodo y los demás libros históricos; que se vio continuada por el Nuevo Testamento cristiano con su insistencia en el fin de los tiempos y la próxima venida del Reino de Dios, en un futuro apocalíptico (en imprecisos términos temporales).
El griego Hesíodo (y luego el romano Ovidio, en sus Metamorfosis, de las que suprimió la "Edad de los héroes") reflejó en sus Trabajos y días el mito de cinco edades: la primitiva y paradisíaca Edad de Oro a la que sucedían, en sucesivas degeneraciones, la Edad de Plata, la Edad del Bronce, la Edad de los héroes y la brutal Edad de Hierro que correspondía a su propia civilización (véase Edades del Hombre); así como la concepción cíclica de la historia (que reaparecerá en las reflexiones sobre Filosofía de la Historia de autores modernos como Giambattista Vico). La Teogonía de Hesíodo asimismo reflejó un intento de cronología de las sucesivas generaciones de dioses: los primitivos o titanes, y los doce olímpicos, sus sucesores, así como los poemas de Homero (Ilíada y Odisea) proporcionaron un marco temporal al que poder recurrir (antes o después de la Guerra de Troya o de los Argonautas) para situar los eventos fundacionales (fundación de santuarios, ciudades, juegos), y a partir de ellos, las cronologías más o menos fiables que se usaban en Grecia y Roma (olimpíada, Ab urbe condita).

### Periodizaciones bíblicas y otras periodizaciones milenaristas
La Biblia diseña una narración de la historia desde la Creación hasta el fin de los tiempos. Un esquema común de la periodización bíblica, utilizado en la Edad Media, era la división teológica de San Pablo en tres edades:
- la primera, anterior a Moisés: bajo la naturaleza;
- la segunda bajo la ley mosaica: bajo la ley;
- la tercera, la era cristiana: bajo la gracia.

Pero quizás la más ampliamente difundida en el Medioevo fue la división que hizo San Agustín (†430), inspirándose en los seis días que usó Dios para realizar la creación: las Seis edades del mundo, delimitadas por
- la creación del mundo,
- el diluvio universal,
- la vida de Abraham,
- el reinado de David (o la construcción del templo de Jerusalén, por Salomón),
- la cautividad en Babilonia y, por último,
- el nacimiento de Cristo, que inaugura la sexta edad. Esta última se prolonga hasta la segunda venida del Mesías para juzgar a los hombres en el final de los tiempos.

La división de San Agustín fue seguida por Paulo Orosio, Beda, Isidoro de Sevilla, Escoto Erígena, Joaquín de Fiore y muchos otros, incluso hasta Bossuet; a veces podían ser siete si, como los días del Génesis, se agregaba una edad futura que acabaría con la consumación de los siglos. Ante la continuación de los tiempos, se buscaron sucesivamente distintos hechos o interpretaciones numerológicas o cabalísticas más o menos influidas por el fenómeno medieval del milenarismo que aconteció a la llegada de los años 1000 y 1033 d. C. y durante la época del cisma de Occidente; asimismo, el año 1666, el 2000... Los adventistas del Séptimo Día se constituyeron tras el fracaso de dos de estas predicciones (las de William Miller, para 1843 y 1844). Los primeros mormones esperaron el fin del mundo para 1891-1892 (profetizado por Joseph Smith en 1835). La fijación de una fecha para el fin del mundo y la insistencia en mantener la creencia que dio lugar a ella a pesar de su incumplimento es característica de varias religiones o movimientos sectarios; aunque algunos de ellos imponen a sus componentes el suicidio colectivo (Jonestown, Orden del Templo Solar, davidianos, etc)

### La periodización antropológica
Lewis Henry Morgan (La Sociedad Primitiva, 1877), estableció una división en tres estadios evolutivos de desarrollo social, siguiendo un esquema antropológico que se venía desarrollando desde el siglo XVI (tras el impacto con las poblaciones americanas) y la Ilustración (teoría social y del buen salvaje de Rousseau), y que respondía al ambiente intelectual europeo del siglo XIX, que concibe a su sociedad como la cumbre del desarrollo histórico (tanto el idealismo de Hegel como el positivismo de Auguste Comte).
Los tres estadios son salvajismo, barbarie y civilización. Actualmente ya no se usa esta periodización, pues la evolución no es unilineal como planteo Morgan, sino que es multilineal como lo plantea luego F. Boaz.

### La periodización marxista

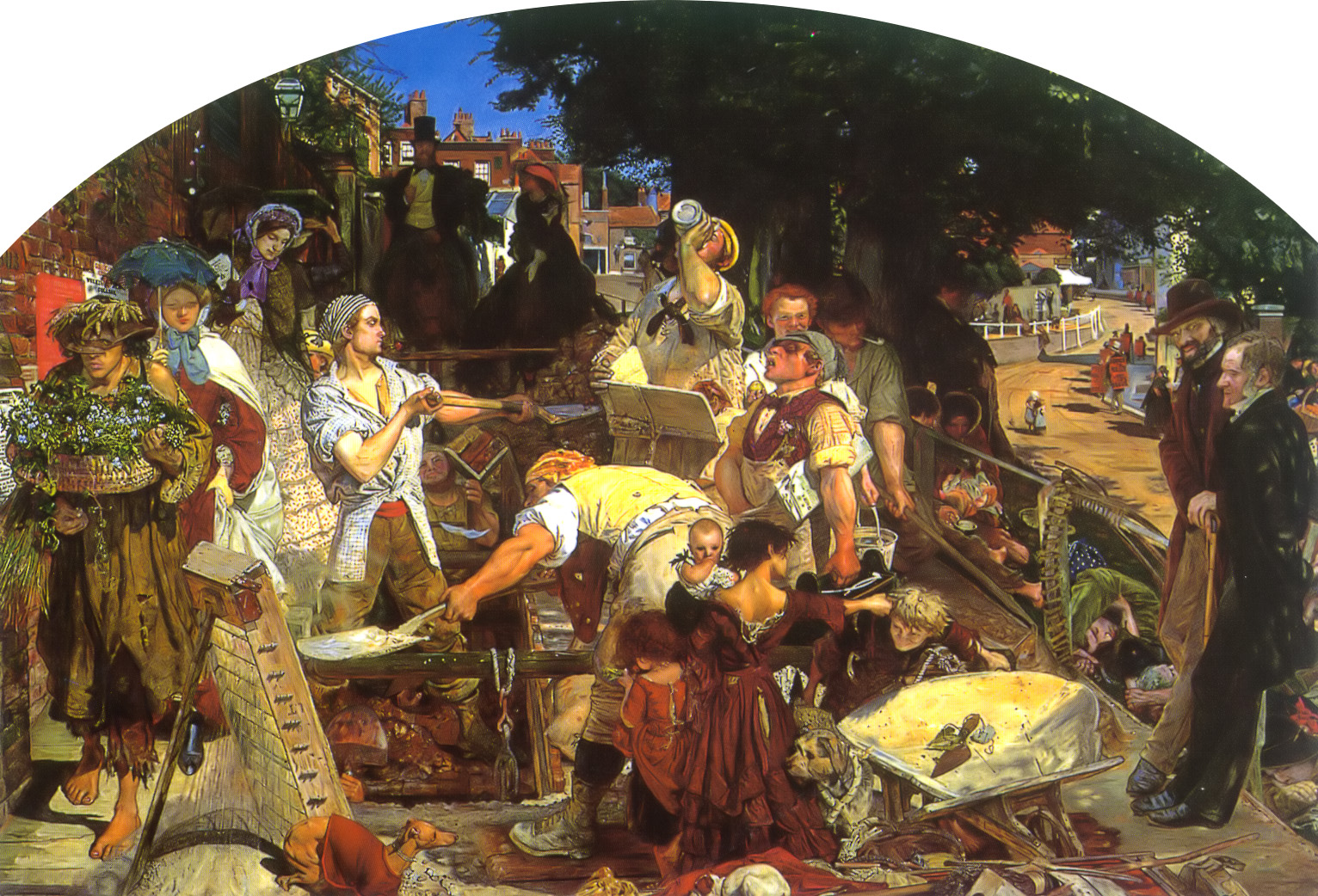
Trabajo, de Ford Madox Brown, 1852–63. Una escena representativa de la sociedad contemporánea a Marx.

Karl Marx y Friedrich Engels clasificaron los periodos históricos basándose en sus características económicas y sociales (que se denominaron estructuras en la terminología marxista) en vez de sus características políticas o ideológicas (que denomina superestructura), siguiendo su propia metodología (que Marx denominó materialismo histórico). La determinación de cada periodo dependía de la vigencia de uno u otro modo de producción, concepto que engloba el tipo de relaciones sociales y técnicas de producción que se establecen entre las distintas clases sociales definidas por sus intereses económicos:
- Comunismo primitivo
- Modo de producción esclavista
- Modo de producción feudal
- Modo de producción capitalista
- Comunismo futuro

Aunque este modelo está hecho para explicar la evolución de la sociedad europea, tiene menos problemas para ser exportado, ya que no necesita referirse a fenómenos tan intrínsecamente propios de la Civilización Occidental como el Imperio romano, el Renacimiento o la Ilustración. No obstante, también los historiadores materialistas han necesitado adaptar el modelo a las circunstancias específicas de cada lugar, lo que en ocasiones ha dado pie a la incorporación de nuevos modos de producción (modo de producción asiático o Despotismo hidráulico). El intento de evitar el excesivo determinismo del modelo marxista empujó a la creación de una categoría más flexible: la formación económico-social o formación social histórica.
El establecimiento del denominado socialismo realmente existente en la Unión Soviética y los denominados países socialistas llevó a la reflexión teórica sobre si estas sociedades se encontraban ya en una fase de sociedad comunista o bien en un periodo de transición necesario para la desaparición de las desigualdades sociales. El hecho de que el capitalismo persistiera en la mayor parte del mundo fue explicado de distintas maneras (el estalinismo defendía la posibilidad de construir el socialismo en un solo país, mientras que el trotskismo negaba la condición socialista de la sociedad que se estaba construyendo en la Unión Soviética y defendía la necesidad de una revolución permanente hasta la desaparición del capitalismo en todo el mundo). La desaparición de los regímenes comunistas de Europa del Este desde la caída del muro de Berlín y su adaptación a la economía de mercado en China han tenido a su vez distintas explicaciones teóricas.

### Las revoluciones tecnológicas

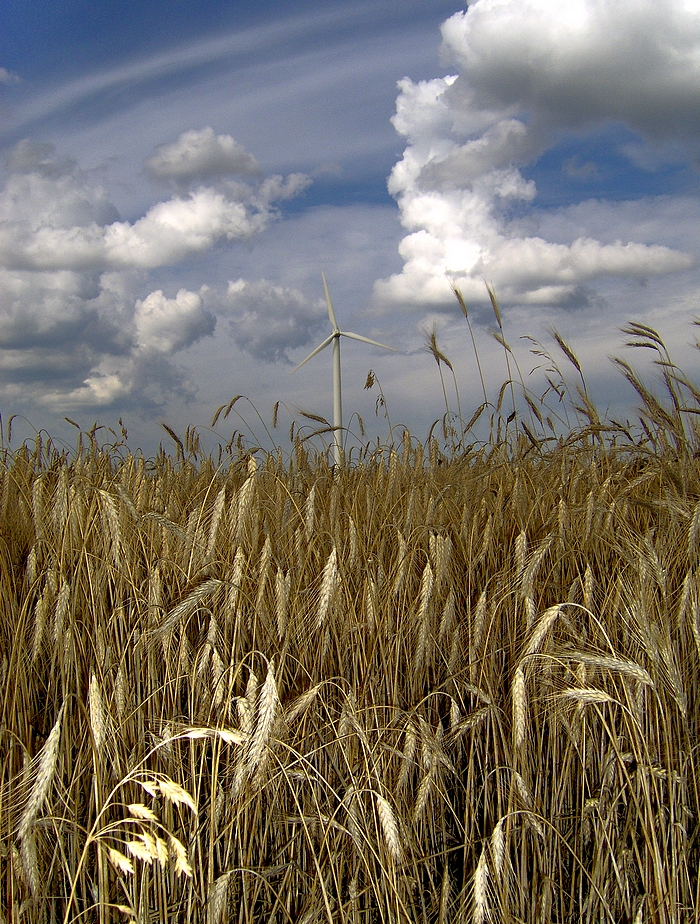
En la imagen, un trigal convive con un generador eólico, cada uno muestra de sucesivas revoluciones tecnológicas.

Vere Gordon Childe acuñó el término Revolución neolítica, para indicar que la transformación en las condiciones vitales de la humanidad que se produjo como consecuencia de la ganadería y la agricultura fueron semejantes a las que estaba produciendo la Revolución industrial en nuestra propia época. La historia de la Humanidad quedaría periodizada en Paleolítico, Revolución Neolítica (desde el VI milenio a. C. hasta el siglo XVIII) y Revolución industrial.
Marshall Mac Luhan propuso la incorporación de la Edad de la Electricidad posterior a la Edad de la Mecanización.
Otros autores han propuesto otros periodos basados en la importancia de algún material, como la Edad del Plástico, de algún producto, como la Edad del automóvil, o de conceptos, como la Era de la información. Estos términos son reelaboraciones sobre términos empleados anteriormente tales como edad de piedra, edad de bronce o edad de hierro.

### Periodizar el presente
Peligroso (por la imposibilidad de mantener perspectiva histórica) es basar las periodizaciones en algún hecho concreto del pasado más reciente que permita hablar de nuevos periodos distintos a la Edad Contemporánea. Francis Fukuyama, desde una perspectiva hegeliana, propuso El final de la historia con motivo de la caída del Muro de Berlín (1989) que simbolizó la caída de los regímenes comunistas en el Este de Europa y de la Unión Soviética (1991). Otros, considerar los impactantes atentados del 11 de septiembre de 2001. Lo que sí ha tenido repercusión institucional y metodológica en la historiografía ha sido la segmentación del campo de estudio para permitir definir términos como historia del mundo actual o historia del tiempo presente.